# Sen o stołku
Sen o stołku (tytuł oryginalny: Endërr për një karrigë) – albański film fabularny z roku 1984 w reżyserii Fehmiego Hoshafiego.

## Opis fabuły
Największym pragnieniem wicedyrektora Koli jest zastąpić obecnego dyrektora, który odchodzi na emeryturę. Jednak niepokoi go to, że fotel dyrektorski może objąć szefowa działu planowania, Vjollca. Taki przebieg wydarzeń prześladuje go nawet w snach. Jednak w rzeczywistości miejsce dyrektora zajmuje zwykła robotnica.
Film realizowano w Tiranie.

## Obsada
- Katerina Biga jako towarzyszka Eda
- Luftar Pajo jako Koli Kola
- Shpëtim Shmili jako Gani
- Roland Trebicka jako Vaska
- Kosta Kamberi jako kierowca Meçja
- Jetmira Dusha jako Moza
- Elida Janushi jako Vjollca
- Marika Kallamata jako Ishja
- Bakije Baboçi jako Jeta
- Ali Dauti
- Eva Pëllumbi
- Vasillaq Vangjeli